# Фетфацидис, Иоаннис
Иоа́ннис Фетфаци́дис (греч. Ιωάννης Φετφατζίδης; 21 декабря 1990, Драма, Греция) — греческий футболист, полузащитник греческого «Ариса» и сборной Греции. Участник чемпионата Европы 2012.

## Карьера
Фетфацидис начал заниматься футболом в 6 лет. Его отец также, в прошлом, футболист. Когда футболист перешёл в структуру «Олимпиакоса», клуб помог ему с лечением гормоном роста.
31 октября 2009 года Иоаннис дебютировал в греческом чемпионате в матче против афинского «Атромитоса».
4 ноября 2009 году вышел на поле на 39-й минуте гостевого матча Лиги чемпионов против льежского «Стандарда», заменив Лусиано Галлетти
15 июля 2010 года в Тиране он впервые вышел на поле, на 71-й минуте, в матче Лиги Европы против албанской «Бесы», заменив Джавада Заири. А свой первый гол за пирейцев, забил всё тому же клубу «Беса». Матч закончился разгромом албанской дружины со счётом 6:1.
16 октября 2010 года забил свой первый гол в греческой Суперлиге клубу «Ксанти», заменив в том матче Денниса Роммедаля. Матч закончился победой «Олимпиакоса» (3:0). Второй гол забил в матче с «Ларисой», это был последний матч сезона.
В начале сентября 2010 года продлил свой контракт до 2015 года, с увлечением заработной платы.
23 ноября 2011 года на стадионе «Велодром» забил гол в матче группового этапа Лиги чемпионов против французского «Олимпика», тем самым помог клубу занять 3-е место в группе F.

### В сборной
Фетфацидис дебютировал в сборной 8 октября 2010 года, в матче со сборной Латвии на стадионе «Караискакис», на 82-й минуте, заменив Сотириса Ниниса. Свой первый гол за национальную команду забил в товарищеском матче, против сборной Канады. Остальные два его мяча пришлись на отборочные матч «Евро-2012» с сборной Мальты.

## Достижения
- Чемпион Греции (3): 2010/11, 2011/12, 2012/13
- Обладатель Кубка Греции (2): 2011/12, 2012/13
- Чемпион Саудовской Аравии: 2015/16
- Обладатель кубка короля Саудовской Аравии: 2016
- Обладатель Суперкубка Саудовской Аравии: 2016

## Статистика

### Клубная
| Сезон   | Клуб       | Лига             | Матчи | Голы |
| ------- | ---------- | ---------------- | ----- | ---- |
| 2009/10 | Олимпиакос | Суперлига Греции | 4     | 0    |
| 2010/11 | Олимпиакос | Суперлига Греции | 24    | 3    |
| 2011/12 | Олимпиакос | Суперлига Греции | 22    | 4    |
| 2012/13 | Олимпиакос | Суперлига Греции | 22    | 1    |
| 2013/14 | Олимпиакос | Суперлига Греции | 2     | 0    |
| 2013/14 | Дженоа     | Серия А          | 32    | 2    |
| 2014/15 | Дженоа     | Серия А          | 5     | 2    |
| 2014/15 | Кьево      | Серия А          | 4     | 0    |
| 2015/16 | Аль-Ахли   | Премьер-лига     | 27    | 4    |
| 2016/17 | Аль-Ахли   | Премьер-лига     | 41    | 6    |
| 2017/18 | Аль-Ахли   | Премьер-лига     | 32    | 11   |
| 2018/19 | Олимпиакос | Суперлига Греции | 10    | 0    |

### В сборной
| #  | Дата           | Место          | Оппонент | Счёт | Итог   | Соревнование                |
| -- | -------------- | -------------- | -------- | ---- | ------ | --------------------------- |
| 1. | 9 февраля 2011 | Лариса, Греция | Канада   | 1:0  | Победа | Товарищеская игра           |
| 2. | 3 июня 2011    | Пирей, Греция  | Мальта   | 3:1  | Победа | Отборочные игры к Евро 2012 |
| 3. | 3 июня 2011    | Пирей, Греция  | Мальта   | 3:1  | Победа | Отборочные игры к Евро 2012 |